# روجر غلوفر
روجر غلوفر (بالإنجليزية: Roger Glover) (و. 1945  م) هو عازف بيس، وكاتب أغاني، ومنتج أسطوانات، من المملكة المتحدة، ولد في بريكون، وهو عضوٌ في ديب بيربل.

## التعليم
تعلم في جامعة مدلسكس.

## وصلات خارجية
- روجر غلوفر على موقع IMDb (الإنجليزية)
- روجر غلوفر على موقع ميوزك برينز (الإنجليزية)
- روجر غلوفر على موقع أول ميوزيك (الإنجليزية)
- روجر غلوفر على موقع ديسكوغز (الإنجليزية)
- روجر غلوفر على موقع قاعدة بيانات الفيلم (الإنجليزية)